# Please Mr. Postman

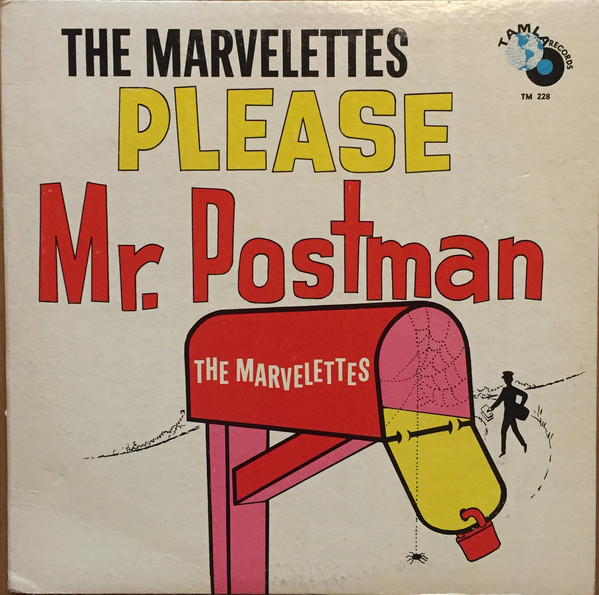
Fotografia da canção "Please Mr. Postman".￼Ajuda

"Please Mr. Postman" é uma canção gravada pelo grupo feminino The Marvelettes, tendo sido lançado como o seu single de estreia em 21 de agosto de 1961, através do selo Tamla de propriedade da Motown. A canção foi escrita por Georgia Dobbins, William Garrett, Freddie Gorman, Brian Holland e Robert Bateman. Comercialmente, "Please Mr. Postman" tornou-se um grande êxito. O single foi a primeira canção da Motown a atingir a posição número um na tabela musical estadunidense Billboard Hot 100, além disso, também liderou a tabela Billboard Hot R&B Songs.
"Please Mr. Postman" foi regravada diversas vezes, ao longo dos anos. Em 1963 integrou o álbum With the Beatles da banda britância The Beatles. Em 1974, foi lançada como single pela dupla estadunidense The Carpenters levando "Please Mr. Postman" novamento ao topo da Billboard Hot 100. 

## Versão original
A gravação das Marvelettes teve a cantora Gladys Horton como solista, e conta a história de esperança que o carteiro traga uma carta de seu namorado, que está ausente na guerra. A gravação original teve o acompanhamento da banda The Funk Brothers, incluindo Marvin Gaye na bateria.
Os créditos da composição de "Please Mr. Postman" parecem ter mudado ao longo dos anos. A versão original tem creditado como "Dobbins/Garett/Brianbert", como compositores, e "Brianbert" como produtor. No álbum dos Beatles é creditada apenas a Brian Holland. O livro de toda a discografia dos Beatles de 1974, All Together Now, a música acabou sendo creditada a Holland, Bateman e Berry Gordy. Em 1992, o box set Hitsville E.U.A. Motown: The Singles Collection tem Dobbins, Garrett, Holland, Bateman e Gorman como compositores. A partir de 2006 no Hall da Fama, aparece como compositores creditados de "Please Mr. Postman", apenas Holland, Bateman e Gorman.

### Desempenho nas tabelas musicais

#### Posições semanais
| Tabela musical (1961–62)                  | Melhor posição |
| ----------------------------------------- | -------------- |
| Estados Unidos (Billboard Hot 100)        | 1              |
| Estados Undidos (Billboard Hot R&B Songs) | 1              |
| Nova Zelândia (Lever Hit Parade)          | 4              |

#### Certificações
| Região | Certificação | Vendas    |
| --- | ------------ | --------- |
| Estados Unidos (RIAA)                                                                                                | Ouro         | 500,000^  |
| Reino Unido (BPI) | Prata        | 200,0000‡ |
| ^números de vendas baseados somente na certificação. ‡Números de vendas + streaming com base apenas na certificação. |              |           |

### Créditos e pessoal
Créditos de elaboração de "Please Mr. Postman" de acordo com encarte de The Complete Motown Singles - Vol. 1: 1959–1961 exceto onde notado:
| - Gladys Horton – vocal principal - Wanda Young – vocais de apoio - Georgeanna Tillman – vocais de apoio - Wyanetta ("Juanita") Cowart – vocais de apoio - Katherine Anderson – vocais de apoio | - The Funk Brothers – Instrumentos: - Marvin Gaye – bateria - James Jamerson – baixo - Eddie Willis – guitarra - Richard "Popcorn" Wylie – piano |

## Versão dos Beatles
- John Lennon – vocal, guitarra rítmica
- Paul McCartney – backing vocal, baixo
- George Harrison – backing vocal, guitarra solo
- Ringo Starr – bateria